# 劉夢庚
劉 夢庚（りゅう むこう）は、中華民国・満州国の政治家・軍医。北京政府・直隷派に属し、後に満洲国に参加した。字は炳秋。

## 事績

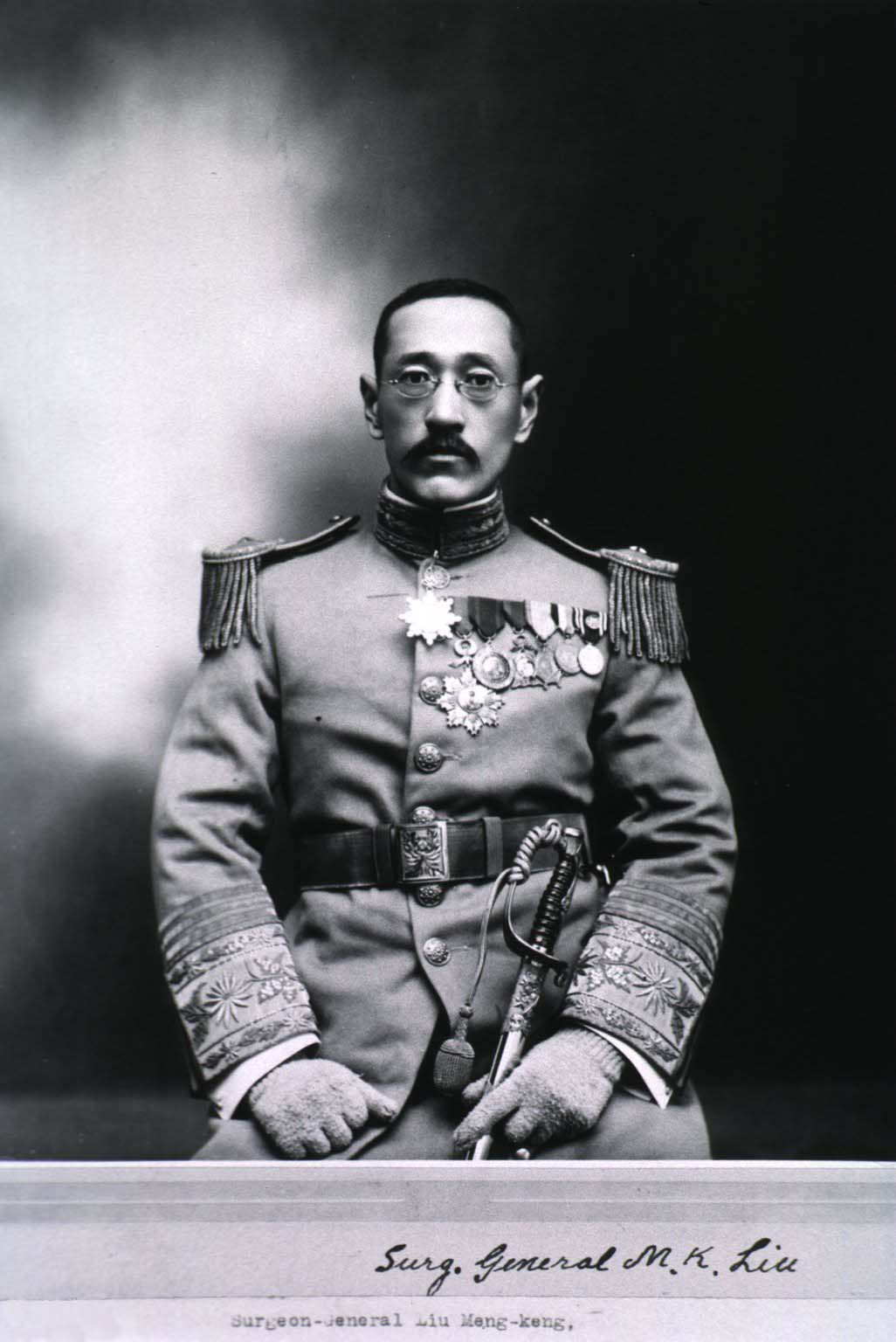
北京政府時代の劉夢庚

陸軍軍医学校を卒業。以後、直隷督軍署軍医課課長、保定陸軍病院院長、直魯豫三省巡閲使署軍医総監などを歴任した。1919年（民国8年）、天津造幣廠廠長に就任する。
1922年（民国11年）5月、京兆尹に就任し、1924年（民国13年）11月までこの地位にあった。この間において、劉夢庚は曹錕腹心・直隷派要人と目されており、1923年（民国12年）の曹による大総統就任工作（「賄選」）では、王毓芝らと共に実務を担った。北京政府においてはこの他にも、井陘鉱務局総弁、京畿司令部副司令、密雲副都統、陸軍第26師駐京弁事処処長、直隷督軍署参議などを歴任している。また、輯威将軍と陸軍上将の位も授与された。
1932年（大同元年）の満洲国建国に劉夢庚は参画し、軍政部・黒竜江省公署高等顧問や黒竜江札免林業籌弁処総弁に就任している。翌1933年（大同2年）には、ハルビン工業大学校長や北満鉄路督弁公署顧問となった。1934年（康徳元年）12月1日、劉は熱河省省長に起用された。3年半の在任を経て、1937年（康徳4年）7月1日付で退官（後任は金名世）。
まもなく劉夢庚は満洲棉花株式会社理事長に転じ、同社副理事長の横瀬花兄七（よこせ うめしち）が理事長に昇進した1940年（康徳7年）12月14日まで、その地位に在ったと見られる。以後、劉の行方は不詳である。

## 注
1. 1 2  徐主編(2007)、2508頁。
2. 1 2  天津市河北区政務網
3. ↑  楊・森山(1940)、104頁。
4. ↑  「行政区画の改正」『毎日年鑑 昭和11年』、330頁。
5. ↑  劉ほか編(1995)、1195頁。
6. ↑  「人事異動」『内務資料月報』1巻2号、1937年8月、128頁。「満州国退官者」『東京朝日新聞』1937年7月1日夕刊。
7. ↑  中原金五郎「満洲国特殊会社 準特殊会社の展望」『実業の世界』35巻10号臨時増刊、1938年9月、235-236頁。「満洲特殊会社及び準特殊会社一覧（康徳七年六月末日現在、対満事務局調）」『日満支工業年鑑 昭和16年版』、414頁。
8. ↑  「経済大観－経済日誌」『満洲年鑑 昭和16年版』、1940年12月、96頁。